# Zöld mamba
A zöld mamba vagy nyugati zöld mamba (Dendroaspis viridis) a hüllők (Reptilia) osztályába a  pikkelyes hüllők (Squamata) rendjébe és a kígyók (Serpentes) alrendjébe, valamint a  mérgessiklófélék (Elapidae) családjába tartozó faj.

## Előfordulása
Nyugat-Afrikában honos. Elterjedési területébe beletartozik Szenegál déli része, Gambia, Bissau-Guinea, Guinea, Sierra Leone, Libéria, Elefántcsontpart, Ghána, Togo, Benin és Nigéria délnyugati része, továbbá Mali legdélebbi csücske, Kamerun nyugati része és Gabon. Erdők és bozótosok lakója.

## Megjelenése
Hosszú, vékony testű kígyó, a testhossza 1,5-2 méter. Támaszték nélkül képes áthidalni a bokrok és fák ágai közötti nagyobb távolságokat is, miközben farkával egyensúlyoz. Mint minden mambának, a feje ennek a fajnak is hosszú és ovális, szeme nagy, kerek pupillájú, melynek segítségével a legkisebb mozgást is észreveszi. Nagy pikkelyeinek színe árnyalt, a sárgástól a kékeszöldig változik. A nagy, változatos formájú fejpajzsok szegélye fekete, ezáltal jól elkülönülnek. A hátát fedő 13 pikkelysor kevesebb mint amennyi más kígyókon megszámlálható. Ezek a hátoldali pikkelyek különösen nagyok, felszínük sima, de nem fényes. Hosszú farkát feketével szegett sárga pikkelyek fedik. 
A fiatal példányok kékeszöld színűek.

## Életmódja
Nappal aktív, ilyenkor madarakra, kis rágcsálókra, és feltehetően denevérekre vadászik.

## Szaporodása
Tojással szaporodik, a fészke általában 10-17 tojásból áll.

## Mérge
A mambák (így a zöld mamba is) Afrika legveszélyesebb mérgű kígyói közé tartoznak, de ritkán marnak. Veszélyt érezve igyekeznek elmenekülni, csak sarokba szorítva harapnak. Mérgük rendkívül erős, főként idegmérget tartalmaz. Pár csepp is okozhatja egy ember halálát, ha nem kap azonnal ellenszérumot.